# National Leadership for Development
National Leadership for Development (deutsch Nationale Führung für Entwicklung) ist eine politische Partei in Sambia.
Die National Leadership for Development wurde im Mai 2006 gegründet. Ihr Vorsitzender ist Yobert Shamapande, der bei den Wahlen in Sambia 2006 als Präsidentschaftskandidat lediglich 0,54 Prozent der Stimmen auf sich vereinigen konnte. 
Die NLD ließ sich die Wahl 100 Mio. Kwacha (rund 23.800 Euro, Stand April 2006) kosten. Ein stattlicher Betrag, der ohne NGOs undenkbar wäre, weil er in Sambia nicht aufzubringen ist.